# Holiša
Holiša és un poble i municipi d'Eslovàquia. Es troba a la regió de Banská Bystrica. La primera menció escrita de la vila es remunta al 1246.

## Demografia
| Godina             | 1994 | 2004    | 2014   | 2024   |
| ------------------ | ---- | ------- | ------ | ------ |
| Nombre de persones | 514  | 626     | 672    | 671    |
| Diferència         |      | +21,78% | +7,34% | −0,14% |

| Godina             | 2023 | 2024   |
| ------------------ | ---- | ------ |
| Nombre de persones | 649  | 671    |
| Diferència         |      | +3,38% |